# 133
Évszázadok: 1. század – 2. század – 3. század
Évtizedek: 80-as évek – 90-es évek – 100-as évek – 110-es évek – 120-as évek – 130-as évek – 140-es évek – 150-es évek – 160-as évek – 170-es évek – 180-as évek
Évek: 128 – 129 – 130 – 131 –  132 – 133 – 134 – 135 – 136 – 137 – 138

## Események

### Római Birodalom
- Marcus Antonius Hiberust (helyettese májustól Q. Flavius Tertullus, szeptembertől Ti. Claudius Atticus Herodes) és Publius Mummius Sisennát (helyettese Q. Junius Rusticus és P. Sufenas Verus) választják consulnak.
- Hadrianus császár Sextus Julius Severus britanniai kormányzót bízza meg a Bar Kohba-féle zsidó felkelés leverésével. Feladatait P. Mummius Sisenna consul veszi át. Severus megérkezésig a háborúban patthelyzet alakul ki, a zsidók sikeresen védekeznek a római légiók ellen. Bar Kohba felveszi a nászi (államfő) címet és saját pénzt veret.

## Születések
- Didius Julianus, a Római Birodalom császára († 193)
- Athéni Szent Athénagorasz, keresztény filozófus

## Fordítás
- Ez a szócikk részben vagy egészben  az   AD 133 című angol Wikipédia-szócikk ezen változatának fordításán alapul.  Az eredeti cikk szerkesztőit annak laptörténete sorolja fel. Ez a jelzés csupán a megfogalmazás eredetét és a szerzői jogokat jelzi, nem szolgál a cikkben szereplő információk forrásmegjelöléseként.